# Leptacis vicina
Leptacis vicina (лат.) — вид платигастроидных наездников из семейства Platygastridae. Океания: Новая Зеландия.

## Описание
Мелкие перепончатокрылые насекомые (длина около 1 мм). Основная окраска буровато-чёрная. Головная скульптура сетчатая, со слабым и неполным гиперзатылочным валиком; усики самки сравнительно короткие, ширина сегмента А9 вдвое больше его длины; длина мезосомы в 1,7 раза больше ширины, высота в 1,2 раза больше ширины; краевые щетинки переднего крыла равны 0,16 ширины крыла; щитик в дорсальном профиле прямой, длина шипа равна 0,7 длины проподеума; мезосома самки в 0,85 раза длиннее остального тела. Чёрный, кроме: сегменты A1 и A2 темно-коричневые, A3 — A10 черноватые; ноги, включая тазики, светло-коричневые, часть задних бёдер и голеней утолщены, а голени слегка затемнены. Усики 10-члениковые. Вид был впервые описан в 2011 году датским энтомологом Петером Булем (Peter Neerup Buhl, Дания) по материалам из Новой Зеландии.